# Flann mac Áedo meic Dlúthaig
Flann mac Áedo meic Dlúthaig (tué en 714) était un roi irlandais issu d'Ailill Cruitire (i.e le Harpiste), un des fils cadets d'Áed Sláine, le fondateur du Síl nÁedo Sláine, et de sa première épouse Eithne, la fille de Brénainn Dall Commaicne Cúile Tolad   .
Le Síl nDlúthaig, le Cinél dont est issu Flann mac Áedo meic Dlúthaig, est surtout impliqué dans les inexpiables luttes fratricides qui entraineront la fin de l'hégémonie du Síl nÁedo Sláine, l'une des deux principales dynasties des Uí Néill du sud. Flann mac Áedo est cependant identifié par Edel Bhreathnach avec  « Flann Asail », l'un des Ard ri Erenn du  Baile Chuinn Chétchathaig .

## Origine
Le grand-père de Flann, Dlúthach l'éponyme du Síl nDlúthaig, était le fils unique d'Ailill Cruitire (mort en 634) . À son époque une faide éclate entre les membres du Síl nÁedo Sláine : d'un coté le sept Uí Chernaig de Lagore et de l'autre les septs du nord Uí Chonaing de Cnogba (Knowth) et Síl nDlúthaig de Fir Cúl. Le Síl nDlúthaig est également impliqué dans une autre faide avec la lignée principal du Clan Cholmáin celle d'Uisneach en Mide. Le père de Flann Áed a tué Diarmait Dian mac Airmetaig Cáech, le roi d'Uisnech en 689.
En 711 l'Ard ri Erenn Fergal mac Máele Dúin (mort en 722) du Cenél nEógain défait et tue le frère de  Flann;  Cú Raí mac Áedo qui combat lors d'un conflit interdynastique entre Uí  Méith, au côté de leur roi lors de la bataille de  Sliab Fúait (en Fews, Comté d'Armagh). En 712 la faide parmi le Síl nÁedo Sláine s'intensifie lorsque Flann  Flann défait et tue Maine mac Niall des Uí Chernaig, un arrière-petit-fils de l'Ard ri Erenn Diarmait Ruanaid, et concrétise une alliance avec la dynastie des Uí Fhailge de Leinster . 
En 714 Flann combat lors de la bataille de Bile Tened en Mag nAsal, c'est-à-dire Moyashel à proximité du Lough Owel dans le comté de Westmeath contre le clan Cholmáin conduit par  Murchad Midi mac Diarmato (mort en 715) le fils de Diarmait Dian. Lors du premier assaut les deux frères de  Murchad sont tués, mais, lors du second engagement Flann est lui aussi tué. Ses alliés du Uí Fhailge subissent eux aussi une défaite non loin de là. Cette victoire affirme la position dominante du clan Cholmáin  représenté par Murchad Midi mac Diarmato et ses frères.
Son frère Gormgal mac Áedo est tué à la bataille de Cenannas (près de Kells) en combattant avec  Amalgaid mac Congalaig (mort en 718) 
des Uí Chonaing contre Conall Grant des Uí Chernaig.

## Postérité
La lignée de Flann représentée par son fils  Dúngal mac Flainn (mort en 747) est à l'origine des rois locaux de Fir Chúll Breg qui siégeront au nord de la rivière Blackwater dans le comté de Meath.